# Where You Been
Where You Been (traducido como Dónde has estado) es el quinto álbum de estudio de la banda de rock alternativo Dinosaur Jr. Fue lanzado el 19 de febrero de 1993 por los sellos Blanco y Negro y Sire.
Esta fue la última grabación del baterista Murph junto a J Mascis, hasta Beyond de 2007. Además, fue el único álbum de Dinosaur Jr. –entre Bug y Beyond– que se grabó completamente como una banda.
Hasta 2007, el álbum ha vendido más de 263 mil copias en los Estados Unidos.

## Historia
Where You Been fue el primer álbum grabado por la nueva formación: Mascis, Murph y el nuevo bajista Mike Johnson. Mascis explicó en una entrevista con 120 Minutes: "Es la primera vez que nos sentimos como una banda durante unos seis años, o algo así. [Johnson] agrega mucho, por simplemente tener a alguien con quien me pueda llevar bien musical y personalmente. Simplemente hace que el álbum sea mejor al hacer que todas las personas contribuyan con algo, en lugar de la última".
El álbum fue el mayor éxito comercial de Dinosaur Jr. hasta ese momento, llegando al número 50 en USA y al puesto 10 en el Reino Unido. Mascis reaccionó en ese momento: "Solo estamos haciendo discos y, quiero decir, cada uno vendió más que el último. Pase lo que pase, nos ocuparemos de eso". A su vez, la canción "Start Choppin'" fue también exitosa, alcanzando el número 3 en la lista de Modern Rock Tracks en los Estados Unidos, y el 20 en UK Singles Chart.
En una entrevista posterior, Murph recordó: "Fuera de los discos que toqué, pienso en "Where You Been" muy cariñosamente".

## Recepción
Este obtuvo buenas críticas. Ned Raggett de AllMusic llamó al álbum ocasionalmente malhumorado y oscuro, pero por lo demás [...] más divertido. Es una puré explosivo de punk, rock clásico, y más. Puede ser más de lo mismo, pero es bueno de todos modos, ya sea el apacible "Not the Same,", en el que Mascis hace su mejor personalización de Neil Young, o la tartamudeante "Hide", del cual toma un poco prestado del discípulo Kevin Shields. Los temas "Out There", "Start Choppin", "Get Me" y "Goin Home" fueron destacados.
El escritor Michael Azerrad de Rolling Stone agregó: Su segundo álbum para un gran sello[...] recuerda la locura de la era Crazy Horse de Young, así como indicios de iconos menores de los años setenta, desde Blue Oyster Cult hasta Humble Pie. El majestuoso "Get Me" es "Layla" pero angustiado (incluso la guitarra al final está pellizcado de "Let It Rain" de Clapton). Destacó las canciones de "riff-felices" "Start Choppin" y "I Ain't Sayin" como "excelentes", llamando a esta última: una joya de dos minutos y elogió las elecciones de producción de Mascis: Él embellece la banda, con una habitual paleta de todas las guitarras, con timbales, campanas y cuerdas, (...) como un movimiento audaz en el mundo tristemente conformista del rock alternativo. (...) Como muchos de sus pares, Dinosaur Jr es un culto musical de carga, convirtiendo los detritos de otra cultura en algo que puede ser usado, e incluso adorado. Para una de las glorias de la cultura holgazana, no busques más.
Greg Kot escribió que lo que hacía el disco disfrutable era el crecimiento de Mascis como compositor y, aparentemente, como persona. En álbumes anteriores, la relación del cantante con el mundo exterior parecía tan desarrollada emocionalmente como la de un niño de 13 años. Pero en "Where You Been" su voz pálida y disipada transmite un compromiso y un anhelo más profundo (...) Todo el tiempo, el ejército de guitarras de Mascis se pone al servicio de su corazón roto, y el sonido es majestuoso y conmovedor.
Robert Christgau fue menos positivo, descubriendo que de alguna manera su guitarra y su voz cantan la misma melodía, transmutando momentáneamente su autocompasión en simple tristeza. Destacó los dos primeros temas y le dio al álbum una mención de honor de dos estrellas en su libro '90s Consumer Guide book.

## Legado
Matthew Flander, de la revista Prefix, lo describió como un clásico de la banda, que captura casi todas las grandes canciones de los 90s que tenían aparte de "The Wagon" y "Feel the Pain". También llamó al álbum un posible one-up de Mascis con Bubble & Scrape de Sebadoh, agregando: Si ese era su objetivo, se puede ver [...] cómo podría haber tratado de vencer a Barlow en su propio juego, y tal vez no hubo un ganador claro entre los dos, pero seguro tuvimos suerte..
Stevie Chick de la BBC lo calificó como la obra maestra cónica de guitarra-pesada del segundo viento de Dinosaur Jr. (...) el rock de "Where You Been" deriva de nada menos que de la copiosa heroicidad de la guitarra de Mascis, colocando múltiples pistas de pantallas y aullidos para que todo el álbum se sienta como un solo épico y deslumbrante. (...) Con su afición por tocar la guitarra por mucho tiempo, su crujido de rock empapado de country, y su voz agrietada y dulce, "Where You Been" identificó a Mascis como tallado de la misma piedra que Neil Young antes que él.
Noel Murray de The A.V. Club prosiguió con que Dinosaur Jr. no fue la banda más improbable que dio el salto a un sello importante en los años 90 (la era post-Nirvana era una época extraña), pero pocos podrían haber adivinado que el grupo de Mascis realmente vendería una cantidad respetable de discos, sin alterar sustancialmente su estilo. (...) Dinosaur Jr. sin Barlow salió un poco menos indie y un poco más rimbombante; sin embargo, las canciones seguían siendo poco convencionales, personales y lejos de ser amigables con la radio. Destacando "I Ain't Sayin" como un conmovedor volviendo a casa.
Cam Lindsay de Exclaim! lo llamó un grunge más lento, ligeramente superior (en comparación con su predecesor) como un clásico de la era grunge.. Siendo ambos piedras angulares y que tuvieron éxito en su intento de superar lo post-Lithium. A esto agregó Josh Gray de Clash: Este álbum es básicamente una clase magistral para cualquier compositor que tenga dificultades para escribir un sencillo sin comprometer su sonido. Mascis mismo lo clasificó como su tercer mejor esfuerzo: Nos esforzamos mucho y fue bien realizado por lo que queríamos hacer.
El "Felled Trees Collective" –compuesto por miembros de Thrice, Samiam y No Motiv– reinterpretó el álbum en su totalidad en su vigésimo aniversario, junto a colaboraciones de Texas Is the Reason, Knapsack y Beat Union. Este fue lanzado el 15 de octubre de 2013 a través de la tienda web de Siren Records.

### Elogios
Final de año
| Publicación       | Reconocimiento                                           | País | Ranking |
| ----------------- | -------------------------------------------------------- | ---- | ------- |
| The Village Voice | "La encuesta de críticos Pazz & Jop de 1993"             | USA  | 40      |
| Magnet            | "Álbumes del año"                                        | USA  | 20      |
| Select            | "Álbumes del año"                                        | UK   | 28      |
| Vox               | "Álbumes del año"                                        | UK   | 4       |
| Melody Maker      | "Lista de críticos de fin de año de Melody Maker - 1993" | UK   | 7       |

Final de década o posterior
| Publicación  | Reconocimiento                             | País | Ranking |
| ------------ | ------------------------------------------ | ---- | ------- |
| LAS Magazine | "90 álbumes de los 90s                     | USA  | 76      |
| Tom Moon     | "Mil álbumes que oír antes de morir"       | USA  | –       |
| Stereogum    | "Álbumes de Dinosaur Jr del peor al mejor" | USA  | 4       |
| Select       | "Los 100 mejores álbumes de los 90s"       | UK   | 85      |

## Listado de canciones
Todas las canciones por J Mascis.

| N.º | Título             | Duración |  |
| 1.  | «Out There»        | 5:52     |  |
| 2.  | «Start Choppin»    | 5:39     |  |
| 3.  | «What Else Is New» | 5:09     |  |
| 4.  | «On the Way»       | 3:27     |  |
| 5.  | «Not the Same»     | 6:00     |  |
| 6.  | «Get Me»           | 5:50     |  |
| 7.  | «Drawerings»       | 4:49     |  |
| 8.  | «Hide»             | 4:11     |  |
| 9.  | «Goin Home»        | 4:14     |  |
| 10. | «I Ain't Sayin»    | 2:27     |  |

## Créditos
| Dinosaur Jr. - J Mascis – voces, guitarras, percusión, órgano, batería (track 3), producción - Mike Johnson – bajo, guitarras, piano, coros - Murph – batería, percusión | Músicos adicionales - Tiffany Anders – coros en "Get Me" - George Berz – percusión - Kurt Fedora – guitarra rítmica - Dave Mason – viola - Abie Newton – cello - Rob Turner – cello - Larry Packer – violín |

## Posicionamiento en listas
| Lista (1993)                 | Mejor posición |
| ---------------------------- | -------------- |
| Estados Unidos Billboard 200 | 50             |
| Reino Unido UK Albums Chart  | 10             |
| Australia ARIA Charts        | 45             |

### Singles
| Año  | Título           | US Modern Rock | UK |
| ---- | ---------------- | -------------- | -- |
| 1992 | "Get Me"         | —              | 44 |
| 1993 | "Start Choppin'" | 3              | 20 |
| 1993 | "Out There"      | —              | 44 |

## Ediciones
| Fecha | Sello                             | Formato        | País                 | Catálogo    |
| ----- | --------------------------------- | -------------- | -------------------- | ----------- |
| 1993  | Blanco y Negro, Sire, Warner Bros | LP, CD, casete |                      |             |
| 1996  | Polton                            | casete         | Polonia              | PCW-571     |
| 2006  | Blanco y Negro, Sire, Warner Bros | LP, CD         |                      |             |
| 2006  | Rhino                             | LP, CD         |                      |             |
| 2010  | Rhino                             | CD             | USA                  | 77631       |
| 2012  | Sire, Warner Bros                 | CD             | Japón                | WPCR-14774  |
| 2013  | Vinyl 180                         | LP             | UK                   | VIN180LP069 |
| 2015  | Blanco y Negro, Sire, Warner Bros | LP             | USA                  | 77631       |
| 2019  | Cherry Red                        | LP, CD         | USA, Canadá y Europa | PBREDD757   |